# Вібрами

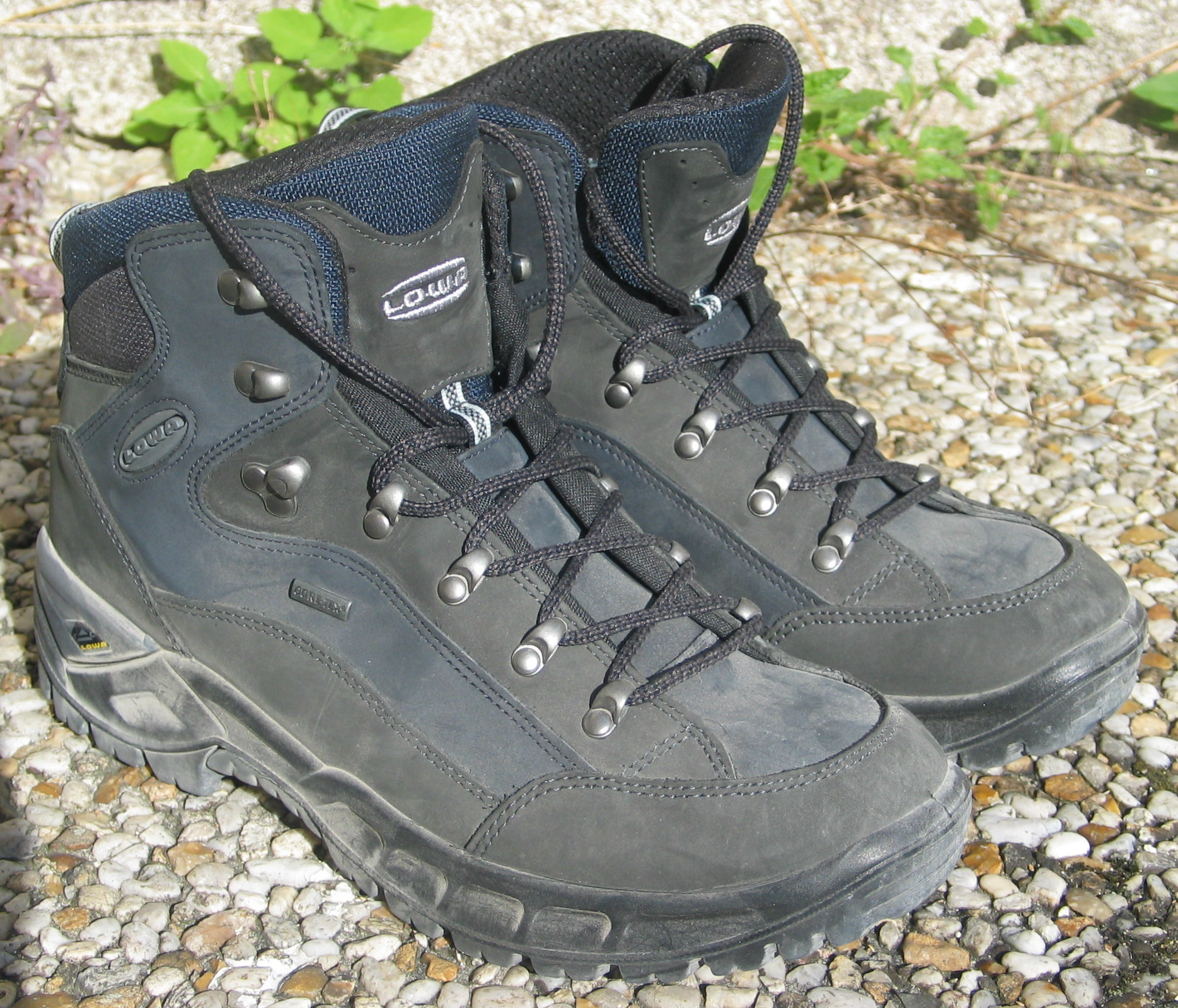
Один з продуктів марки Lowa Sportschuhe (LOWA)

Вібрами — важкі гірські черевики, виготовлювані зі шкіри з гумовою або поліуретановою підошвою із запатентованим протектором фірми Vibram, на честь якої і отримали свою назву. Зараз вібрами — це загальна назва для всіх важких гірських черевиків, не обов'язково з підошвою Vibram; хоча найчастіше це саме так.
Вібрами — поширена назва легких трекінгових черевиків на противагу так званим важким вібрамах (англ. Mountaineering boots).
Важкі вібрами нині виготовляються як одношаровими зі шкіри, так і двошаровими із зовнішнім жорстким пластиковим черевиком і утепленою внутрішньої вставкою, а також комбінованими (шкіра і пластик).